# Пальоха Сергій Наумович
Пальоха Сергій Наумович (1902-1984) – один із керівників радянського партизанського руху на Черкащині. Після значних втрат у перших боях з німцями (розгрому 2-го партизанського полку НКВС) для черкаських партизанів склалися досить несприятливі обставини. З метою підвищення боєздатності, всі загони були об’єднані в один батальйон, який знаходився в районі Ірдинських боліт. Комісаром цього батальйону став перший секретар райкому партії С.Н. Пальоха. 
Згодом партизани почали активні дії проти німців, враховуючи при цьому помилки і невдачі своїх попередників. Неподалік від Черкас вони розгромили раптовим ударом велику колону німців, що рухалася до міста.
Вони пускали під укіс поїзди, руйнували мости, пошкоджували лінії зв’язку. Було знищено до тисячі гітлерівців і понад 500 поліцаїв, виведено з ладу 3 радіовузли. 
Підпільний рух і партизанські дії тривали упродовж всього періоду німецької окупації.
До 2023 року одна із вулиць міста Черкаси носила назву на честь командира партизанського загону С.Н. Пальохи.